# Шематизм Королівства Галичини та Володимирії з Великим князівством Краківським

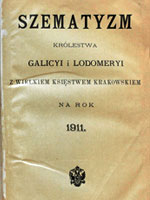

Шематизм Королівства Галичини та Володимирії з Великим князівством Краківським (в оригіналі пол. Szematyzm Królestwa Galicyi i Lodomeryi z Wielkiem Księstwem Krakowskiem, нім. Schematismus des Konigsreiches Galizien und Lodomerien) — австрійський щорічник, що виходив у 1782—1914 німецькою мовою, а з 1870 також польською мовою. Містив, зокрема, список імен посадових осіб, зайнятих в окремих установах адміністрації.